# Port lotniczy Saint Louis-Lambert
Port lotniczy Saint Louis-Lambert (IATA: STL, ICAO: KSTL) – międzynarodowy port lotniczy położony 21 km na północny zachód od centrum Saint Louis, w stanie Missouri, w Stanach Zjednoczonych.